# Mecardonia serpylloides
Mecardonia serpylloides är en grobladsväxtart som först beskrevs av Adelbert von Chamisso och Schltdl., och fick sitt nu gällande namn av Francis Whittier Pennell. Mecardonia serpylloides ingår i släktet Mecardonia och familjen grobladsväxter. Inga underarter finns listade i Catalogue of Life.